# Eurobank EFG
Eurobank, Eurobank EFG ou encore EFG Eurobank Ergasias est la troisième banque de Grèce avec 300 agences. Eurobank EFG est détenue par Spiro J. Latsis et sa holding EFG Bank European Financial Group.
Elle est aussi présente en Roumanie, Bulgarie, Chypre, Serbie, Turquie et Ukraine.

## Histoire
En octobre 2014, Eurobank a échoué avec 24 autres banques aux tests de résistances de la banque centrale européenne et de l'autorité bancaire européenne.